# David A. Hodges
David Albert Hodges (1937-2022) fue un ingeniero eléctrico estadounidense, pionero de la telefonía digital y profesor de ingeniería eléctrica en la Universidad de California, Berkeley .
Hodges fue elegido miembro de la Academia Nacional de Ingeniería en 1983 por sus contribuciones innovadoras a las técnicas de diseño de circuitos integrados y su aplicación al procesamiento de datos y señales.

## Educación y carrera
Hodges se licenció en Ingeniería Eléctrica por la Universidad de Cornell en 1960 y obtuvo un máster (1961) y un doctorado (1966) en Berkeley. De 1966 a 1970 trabajó en los Laboratorios Bell de Murray Hill y Holmdel (Nueva Jersey). En 1970 se incorporó a la facultad de Ingeniería Eléctrica e Informática de la UC Berkeley, donde ha sido profesor, jefe de departamento y decano.
Ayudó a establecer dispositivos semiconductores de óxido metálico (MOS) como una tecnología práctica para aplicaciones de telefonía, lo que condujo al rápido desarrollo y a la amplia adopción de la telefonía digital con modulación de código de impulsos (PCM). El circuito integrado de señal mixta MOS, que combina el procesamiento de señales analógicas y digitales en un solo chip, fue desarrollado por Hodges con Paul R. Gray en la UC Berkeley a principios de los años 1970. En 1974, Hodges y Gray trabajaron con RE Suarez para desarrollar la tecnología de circuito de condensador conmutado (SC) MOS, que utilizaron para desarrollar el chip convertidor digital a analógico (DAC), utilizando MOSFET y condensadores MOS para la conversión de datos. El chip de filtro códec PCM CMOS (MOS complementario) de puerta de silicio, desarrollado por Hodges y WC Black en 1980, ha sido desde entonces el estándar de la industria para la telefonía digital.

## Premios
Hodges es miembro de la Academia Nacional de Ingeniería y miembro del IEEE . Recibió el premio ASEE Benjamin Garver Lamme de 1999, la medalla de educación James H. Mulligan, Jr. de 1997, y, con Robert W. Brodersen y Paul R. Gray,  el premio IEEE Morris N. Liebmann Memorial Award de 1983 por su trabajo pionero en circuitos de condensadores conmutados. Recibió el premio Richard M. Emberson del IEEE en 2017.